# Česká unie židovské mládeže
Česká unie židovské mládeže (zkráceně ČUŽM) je nejstarší fungující židovská mládežnická, dobrovolnická organizace v Česku. Ideově navazuje na aktivity zejména předvalečného čs. spolku Blau-Weiss, Hašomer Haca'ir, ale i jiných židovských mládežnických spolků a hnutí, např. ŽSK Makabi, židovského skautského hnutí či odkazu dětí a mládeže v Terezínském ghettu. V současnosti[kdy?] se k této organizaci hlásí v ČR i v zahraničí kolem tisíce osob. ČUŽM je jednou z přidružených organizací Federace židovských obcí v České republice.

## Historie
Česká unie židovské mládeže byla založena po pádu komunismu v listopadu roku 1990 jako součást Československé unie židovské mládeže (s místními pobočkami v Praze, Brně, Bratislavě a Košicích) s cílem obnovy židovského života v ČR, náboženských zvyků a kulturních aktivit mladých českých Židů, které byly za předchozího režimu státem kvůli polooficiálnímu antisemitismu záměrně omezovány.
ČUŽM původně vznikla jako neformální sdružení přátel mladší generace z kulturně-společenského okruhu pražské židovské obce. Na jaře roku 1990, po dvoutýdenní návštěvě Izraele (což bylo před r. 1989 nemyslitelné) se uskupení přetransformovalo v oficiální registrovaný spolek a začaly se pořádat pravidelné akce, společné oslavy svátků, besedy, výlety a semináře. V Praze se členové ČUŽM v raných 90. letech scházeli zejména v prostorách historické Jeruzalémské synagogy, kde bylo i první sídlo spolku. Unie se aktivně zapojila do obnovy židovského života v ČSFR formou přednášek, výletů, seminářů či oprav židovských hřbitovů Čech, Moravy a Slezska, zdevastovaných za předchozího režimu.
Od roku 1996 nastal útlum činnosti ČUŽM. Tento stav trval až do roku 1998, kdy se začal měnit zásluhou skupiny napojené na rabína Jarona Ben Davida. Proces obrody vyvrcholil na podzim celorepublikovým seminářem v Třebíči, který zahájil další etapu aktivního zapojení ČUŽM do židovského společenského dění v českém i mezinárodním prostředí.
V raných nultých letech, kdy došlo vlivem generačního zlomu k obměně vedení organizace, opět zesílily aktivity spolku, který celou následující dekádu vyvíjel mnoho aktivit v oblasti jak náboženské (oslavy šabatů a svátků), tak i sociální (např. semináře, obnova opuštěných synagog, charitativní akce za účelem podpory mimopražských židovských obcí či návštěvy přeživších holocaustu), tak i kulturní (organizace přednášek v rámci pravidelného programu ŽOP či filmový klub), tak i do určité míry politické (např. blokády neonacistických pochodů).

## Činnost

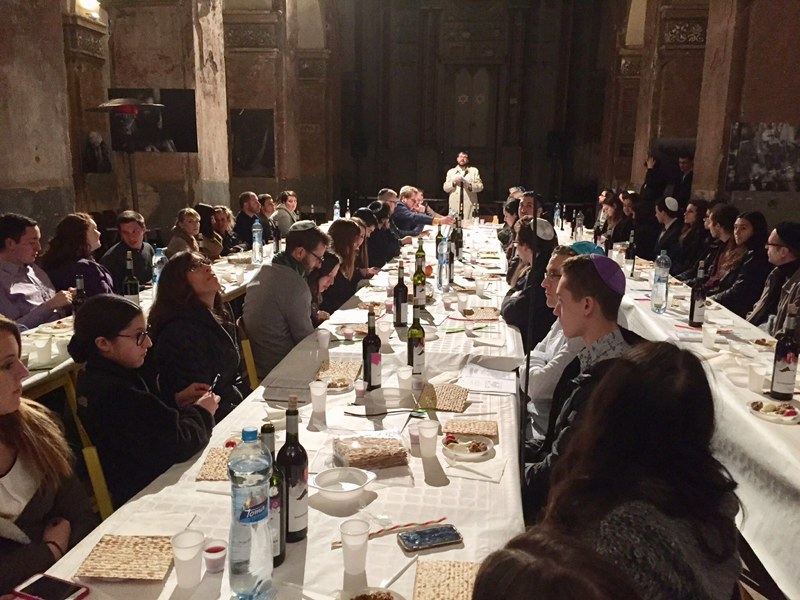
Oslava svátku Pesach v nefunčkní synagoze na Palmovce, r. 5777/2017.

Od počátku se Unie věnuje židovskému náboženskému i sekulárnímu vzdělávání, charitativní činnosti, organizuje oslavy židovských svátků, přednášky, výlety, besedy s pamětníky holocaustu a 2. a 3. odboje, diskuse, sportovní aktivity, výstavy, koncerty izraelských a klezmer kapel, demonstrace proti antisemitismu atd. a všelijak se aktivně podílí na kulturním životě v ČR.
Důležitou složkou programu ČUŽM je také péče o židovské památky, zejména o opuštěné synagogy a úklid židovských hřbitovů po celé ČR. Za posledních 25 let tak díky úsilí členů ČUŽM byly oživeny - byť jen třeba na jediný den - synagogy v Mikulově, Třebíči, Jičíně, Českém Krumlově, Hartmanicích, Plzni, Děčíně a jinde. Unie navštívila a vyčistila desítky pozapomenutých židovských hřbitovů, např. v Brandýse nad Labem, Kosově Hoře, Neveklově, Znojmě, Třebíči, Mikulově, Plzni, Praze-Smíchově, Českém Krumlově, Mašťově, Bolíkově, Bílině, Teplicích, Golčově Jeníkově, Šafově a na mnoha dalších místech Čech, Moravy a Slezska.
Naším cílem je udržovat a rozšiřovat židovskou kulturu a tradici a budovat mezinárodní a mezigenerační spojení, a to jak v rámci židovského světa (s jinými židovskými organizacemi), tak ale i mimo něj.

Stanovy ČUŽM

Z prostředí České unie židovské mládeže pochází také nápad a realizace projektu Stolpersteine (česky Kameny zmizelých) v České republice, stejně jako zavedení každoročního veřejného předčítání jmen obětí holocaustu v českém veřejném prostoru na Jom HaŠoa.

## Členství
Členem se může stát kdokoliv židovského vyznání, splňující tzv. právo návratu (tj. kohož alespoň jeden z prarodičů byl Žid, viz Kdo je Žid) mezi 15 až 35 lety věku.
Nejznámějšími českými osobnostmi z řad ČUŽM jsou například Petr Muk, Linda Jablonská, Jiří X. Doležal, Václav Marhoul, Petr Vaněk, Jakub Szántó, Erik Tabery, David Kraus-Altprager, Jan Gemrot či Petr Papoušek.